# Polen op de Olympische Zomerspelen 2004
Polen nam deel aan de Olympische Zomerspelen 2004 in Athene, Griekenland. In totaal won het 10 medailles, getalsmatig een dieptepunt sinds 1956.

## Medailleoverzicht
| Sport         | Olympiër                                 | Discipline               | Medaille |
| ------------- | ---------------------------------------- | ------------------------ | -------- |
| Atletiek      | Robert Korzeniowski                      | 50km snelwandelen (m)    | Goud     |
| Roeien        | Tomasz Kucharski Robert Sycz             | lichte dubbel-twee (m)   | Goud     |
| Zwemmen       | Otylia Jędrzejczak                       | 200m vlinderslag (v)     | Goud     |
| Zwemmen       | Otylia Jędrzejczak                       | 200m vrije slag (v)      | Zilver   |
| Zwemmen       | Otylia Jędrzejczak                       | 100m vlinderslag (v)     | Zilver   |
| Atletiek      | Anna Rogowska                            | polsstokhoogspringen (v) | Brons    |
| Gewichtheffen | Agata Wróbel                             | +75kg (v)                | Brons    |
| Kanovaren     | Aneta Pastuszka Beata Sokołowska-Kulesza | K-2 500m (v)             | Brons    |
| Schermen      | Sylwia Gruchała                          | floret (v)               | Brons    |
| Zeilen        | Mateusz Kusznierewicz                    | finn (m)                 | Brons    |

## Deelnemers en resultaten

### Atletiek
| Olympiër                                                          | Onderdeel                | Resultaat | Prestatie |
| ----------------------------------------------------------------- | ------------------------ | --------- | --- |
| Łukasz Chyła                                                      | 100m (m)                 | 21e       | serie 6: 2de in 10,35 kwartfinale 5: 4de in 10,23 |
| Marcin Jędrusiński                                                | 200m (m)                 | 14e       | serie 4: 1ste in 20,63 kwartfinale 2: 3de in 20,55 halve finale 1: 7de in 20,81 |
| Marcin Urbaś                                                      | 200m (m)                 | DNF       | serie 2: 3de in 20,71 kwartfinale 3: niet gefinisht |
| Piotr Klimczak                                                    | 400m (m)                 | 35e       | serie 1: 4de in 46,23 |
| Tomasz Ścigaczewski                                               | 110m horden (m)          | DNS       | niet gestart |
| Marek Plawgo                                                      | 400m horden (m)          | 6e        | serie 2: 3de in 48,67 halve finale 1: 2de in 48,16 (NR) finale: 6de in 49,00 |
| Jakub Czaja                                                       | 3000m steeplechase (m)   | 38e       | serie 3: 13de in 8.56,24 |
| Radosław Popławski                                                | 3000m steeplechase (m)   | 12e       | serie 1: 7de in 8.22,16 finale: 12de in 8.17,32 |
| Jan Zakrzewski                                                    | 3000m steeplechase (m)   | 16e       | serie 2: 6de in 8.23,72 |
| Łukasz Chyła Marcin Jędrusiński Zbigniew Tulin Marcin Urbaś       | 4x100m (m)               | 5e        | serie 1: 2de in 38,47 finale: 5de in 38,54 |
| Piotr Klimczak Marcin Marciniszyn Marek Plawgo Piotr Rysiukiewicz | 4x400m (m)               | 10e       | serie 2: 5de in 3.03,69 |
| Michał Bartoszak                                                  | marathon (m)             | 37e       | 2:20.20 |
| Waldemar Glinka                                                   | marathon (m)             | 34e       | 2:19.43 |
| Beniamin Kuciński                                                 | 20km snelwandelen (m)    | 12e       | 1:23.08 |
| Robert Korzeniowski                                               | 50km snelwandelen (m)    | Goud      | 3:38.46 |
| Roman Magdziarczyk                                                | 50km snelwandelen (m)    | 6e        | 3:48.11 |
| Grzegorz Sudoł                                                    | 50km snelwandelen (m)    | 7e        | 3:49.09 |
| Grzegorz Sposób                                                   | hoogspringen (m)         | 20e       | kwalificatie groep A: 10de met 2,20m |
| Robert Wolski                                                     | hoogspringen (m)         | 26e       | kwalificatie groep B: 14de met 2,20m |
| Adam Kolasa                                                       | polsstokhoogspringen (m) | 31e       | kwalificatie groep B: 17de met 5,30m |
| Tomasz Majewski                                                   | kogelstoten (m)          | 18e       | kwalificatie groep B: 9de met 19,55m |
| Szymon Ziółkowski                                                 | kogelslingeren (m)       | 13e       | kwalificatie groep A: 5de met 76,17m |
|                                                                   |                          |           | |
| Anna Pacholak                                                     | 200m (v)                 | 25e       | serie 7: 6de in 23,00 kwartfinale 4: 6de in 23,35 |
| Grażyna Prokopek                                                  | 400m (v)                 | 21e       | serie 1: 3de in 51,29 halve finale 2: 8ste in 51,96 |
| Lidia Chojecka                                                    | 1500m (v)                | 6e        | serie 2: 6de in 4.06,13 halve finale 2: 3de in 4.04,83 finale: 6de in 3.59,27 |
| Anna Jakubczak                                                    | 1500m (v)                | 7e        | serie 1: 4de in 4.06,37 halve finale 1: 2de in 4.06,77 finale: 7de in 4.00,15 |
| Wioletta Janowska                                                 | 1500m (v)                | 23e       | serie 3: 3de in 4.06,91 halve finale 2: 11de in 4.11,41 |
| Aurelia Trywiańska                                                | 100m horden (v)          | 17e       | serie 4: 3de in 13,01 |
| Anna Jesień                                                       | 400m horden (v)          | 21e       | serie 3: 4de in 56,03 |
| Małgorzata Pskit                                                  | 400m horden (v)          | 13e       | serie 5: 1ste in 54,75 halve finale 1: 6de in 55,24 |
| Monika Bejnar Małgorzata Pskit Grażyna Prokopek Zuzanna Radecka   | 4x400m (m)               | 5e        | serie 1: 3de in 3.25,05 finale: 5de in 3.25,22 |
| Monika Drybulska                                                  | marathon (v)             | DNF       | niet gefinisht |
| Małgorzata Sobańska                                               | marathon (v)             | 17e       | 2:36.43 |
| Grażyna Syrek                                                     | marathon (v)             | 41e       | 2:47.26 |
| Sylwia Korzeniowska                                               | 20km snelwandelen (v)    | 21e       | 1:33.06 |
| Liliana Zagacka                                                   | hink-stap-springen (v)   | 29e       | kwalificatie groep B: 13de met 13,59m |
| Monika Pyrek                                                      | polsstokhoogspringen (v) | 4e        | kwalificatie groep A: 1ste met 4,45m finale: 4de met 4,55m |
| Anna Rogowska                                                     | polsstokhoogspringen (v) | Brons     | kwalificatie groep B: 1ste met 4,45m finale: 3de met 4,70m |
| Krystyna Zabawska                                                 | kogelstoten (v)          | 5e        | kwalificatie groep A: 5de met 18,61m finale: 5de met 18,64m |
| Wioletta Potępa                                                   | discuswerpen (v)         | 16e       | kwalificatie groep B: 8ste met 60,50m |
| Joanna Wiśniewska                                                 | discuswerpen (v)         | 9e        | kwalificatie groep A: 6de met 61,48m finale: 9de met 60,74m |
| Barbara Madejczyk                                                 | speerwerpen (v)          | 12e       | kwalificatie groep A: 6de met 61,18m finale: 12de met 58,22m |
| Kamila Skolimowska                                                | kogelslingeren (v)       | 5e        | kwalificatie groep A: 5de met 68,66m finale: 5de met 72,57m |
| Magdalena Szczepańska                                             | zevenkamp (v)            | 21e       | 100m horden: 32ste in 14,41 hoogspringen: 13de met 1,76m kogelstoten: 11de met 13,79m 200m: 25ste in 25,29 verspringen: 21ste met 5,98m speerwerpen: 14de met 44,80m 800m: 5de in 2.13,08 totaal: 6012 punten |

### Badminton
| Olympiër                       | Onderdeel      | Resultaat | Prestatie                                                                                             |
| ------------------------------ | -------------- | --------- | --- |
| Przemysław Wacha               | enkelspel (m)  | 17e       | 1ste ronde: V van MAS Wong: 1-15, 5-15                                                                |
| Michał Łogosz Robert Mateusiak | dubbelspel (m) | 9e        | 1ste ronde: W van INA Budiarto/Kusharjanto: 15-11, 3-15, 15-8 2de ronde: V van KOR Ha/Kim: 9-15, 2-15 |

### Boksen
| Olympiër         | Onderdeel | Resultaat | Prestatie |
| ---------------- | --------- | --------- | --- |
| Andrzej Rżany    | -51kg (m) | 5e        | 1ste ronde: W van INA Saweno: 25-19 2de ronde: W van MAR Mesbahi: 33-20 kwartfinale: V van AZE Aslanov: 23-24 |
| Andrzej Liczik   | -54kg (m) | 9e        | 1ste ronde: vrij 2de ronde: V van UZB Sultonov: scheidsrechterlijke beslissing                                |
| Aleksy Kuziemski | -81kg (m) | 17e       | 1ste ronde: V van KAZ Shumenov: 22-34                                                                         |

### Boogschieten
| Olympiër                                                 | Onderdeel       | Resultaat | Prestatie |
| -------------------------------------------------------- | --------------- | --------- | --- |
| Jacek Proć                                               | individueel (m) | 20e       | plaatsingsronde: 23ste met 657 punten 1ste ronde: V van BUL Hristov: 132-133                                                                            |
|                                                          |                 |           | |
| Iwona Marcinkiewicz                                      | individueel (v) | 20e       | plaatsingsronde: 28ste met 628 punten 1ste ronde: W van JPN Kawasaki: 119-106 2de ronde: V van CHN Zhang: 157-166                                       |
| Justyna Mospinek                                         | individueel (v) | 14e       | plaatsingsronde: 7de met 657 punten 1ste ronde: W van CUB Sarduy: 162-145 2de ronde: W van KAZ Beloslyudtseva: 163-155 3de ronde: V van TPE Wu: 151-160 |
| Małgorzata Sobieraj                                      | individueel (v) | 29e       | plaatsingsronde: 27ste met 628 punten 1ste ronde: W van MYA Thin: 151-151 (35-33) 2de ronde: V van TPE Yuan: 149-158                                    |
| Iwona Marcinkiewicz Justyna Mospinek Małgorzata Sobieraj | team (v)        | 15e       | plaatsingsronde: 4de met 1913 punten 1ste ronde: V van Frankrijk: 224-226                                                                               |

### Gewichtheffen
| Olympiër              | Onderdeel  | Resultaat | Prestatie                                                     |
| --------------------- | ---------- | --------- | ------------------------------------------------------------- |
| Krzysztof Szramiak    | -77kg (m)  | DNF       | trekken: 5de met 160kg stoten: geen geldige poging            |
| Tadeusz Drzazga       | -94kg (m)  | 13e       | trekken: 12de met 170kg stoten: 14de met 200kg totaal: 370kg  |
| Robert Dołęga         | -105kg (m) | DNF       | trekken: geen geldige poging                                  |
| Grzegorz Kleszcz      | +105kg (m) | 10e       | trekken: 9de met 190kg stoten: 9de met 225kg totaal: 415kg    |
| Paweł Najdek          | +105kg (m) | 6e        | trekken: 9de met 190kg stoten: 4de met 240kg totaal: 430kg    |
|                       |            |           |                                                               |
| Aleksandra Klejnowska | -58kg (v)  | 5e        | trekken: 5de met 97,5kg stoten: 5de met 122,5kg totaal: 220kg |
| Agata Wróbel          | +75kg (v)  | Brons     | trekken: 1ste met 130kg stoten: 3de met 160kg totaal: 290kg   |

### Gymnastiek
| Olympiër | Onderdeel                | Resultaat | Prestatie |
| Ritmisch | Ritmisch                 | Ritmisch  | Ritmisch |
| --- | ------------------------ | --------- | --- |
| Justyna Banasiak Martyna Dąbkowska Małgorzata Ławrynowicz Anna Mrozińska Aleksandra Wójcik Aleksandra Zawistowska | team (v)                 | 10e       | kwalificatie: 10de 5 linten: 9de met 20,725 punten 3 hoepels, 2 ballen: 10de met 21,050 punten totaal: 41,775 punten |
| Turnen |                          |           | |
| Joanna Skowrońska                                                                                                 | individuele meerkamp (v) | DNS       | kwalificatie: niet gestart                                                                                           |

### Judo
| Olympiër              | Onderdeel  | Resultaat | Prestatie |
| --------------------- | ---------- | --------- | --- |
| Krzysztof Wiłkomirski | -73kg (m)  | 17e       | 1ste ronde: vrij 2de ronde: W van AUS Collett: ippon 3de ronde: V van BRA Guilheiro: waza-ari                                                                                                 |
| Robert Krawczyk       | -81kg (m)  | 5e        | 1ste ronde: W van LBA Ben Saleh: ippon 2de ronde: W van USA Hawn: ippon kwartfinale: W van AZE Azizov: ippon halve finale: V van UKR Hontyuk: ippon bronzen finale: V van BRA Canto: waza-ari |
| Przemysław Matyjaszek | -90kg (m)  | 13e       | 1ste ronde: V van KOR Hwang: ippon herkansingen: V van NED Huizinga: yuko |
| Grzegorz Eitel        | +100kg (m) | 21e       | 1ste ronde: V van CHN Pan: ippon |
|                       |            |           | |
| Anna Żemła-Krajewska  | -48kg (v)  | 7e        | 1ste ronde: vrij 2de ronde: W van RUS Bruletova: ippon kwartfinale: V van ROU Dumitri: ippon herkansingen: W van KAZ Shishkina: ippon herkansingen 2: V van GRE Karagiannopoulou: ippon       |
| Adriana Dadci         | -70kg (v)  | 18e       | 1ste ronde: V van CZE Pažoutová: ippon |

### Kanovaren
| Olympiër                                                                          | Onderdeel     | Resultaat | Prestatie |
| Slalom                                                                            | Slalom        | Slalom    | Slalom |
| --------------------------------------------------------------------------------- | ------------- | --------- | --- |
| Krzysztof Supowicz                                                                | C-1 (m)       | 13e       | voorronde: 13de run 1: 12de in 107,26 run 2: 12de in 109,94 totaal: 217,20                                                |
| Mariusz Wieczorek                                                                 | C-1 (m)       | 10e       | voorronde: 3de run 1: 5de in 103,14 run 2: 2de in 98,66 totaal: 201,80 halve finale: 10de in 101,30                       |
| Marcin Pochwała Paweł Sarna                                                       | C-2 (m)       | 10e       | voorronde: 7de run 1: 7de in 113,86 run 2: 7de in 112,79 totaal: 226,65 halve finale: 10de in 119,78                      |
| Grzegorz Polaczyk                                                                 | K-1 (m)       | 7e        | voorronde: 12de run 1: 11de in 97,97 run 2: 11de in 97,49 totaal: 195,46 halve finale: 4de in 94,74 finale: 7de in 196,57 |
|                                                                                   |               |           | |
| Agnieszka Stanuch                                                                 | K-1 (v)       | 13e       | voorronde: 14de run 1: 13de in 118,57 run 2: 13de in 115,32 totaal: 233,89 halve finale: 13de in 120,73                   |
| Sprint                                                                            |               |           | |
| Paweł Baraszkiewicz Daniel Jędraszko                                              | C-2 500m (m)  | 9e        | serie 1: 3de in 1.40,524 finale: 9de in 1.42,046                                                                          |
| Michał Śliwiński Łukasz Woszczyński                                               | C-2 1000m (m) | 5e        | serie 1: 3de in 3.30,6007 finale: 5de in 3.44,338                                                                         |
| Paweł Baumann                                                                     | K-1 500m (m)  | 23e       | serie 4: 4de in 1.42,581 halve finale 1: 9de in 1.43,125                                                                  |
| Adam Seroczyński                                                                  | K-1 1000m (m) | 10e       | serie 1: 3de in 3.28,464 halve finale 1: 4de in 3.30,201                                                                  |
| Marek Twardowski Adam Wysocki                                                     | K-2 500m (m)  | 4e        | serie 3: 1ste in 1.29,069 finale: 4de in 1.28,048                                                                         |
| Dariusz Białkowski Rafał Głażewski Tomasz Mendelski Adam Seroczyński              | K-4 1000m (m) | 8e        | serie 1: 3de in 2.55,240 finale: 8ste in 3.03,562                                                                         |
|                                                                                   |               |           | |
| Aneta Pastuszka                                                                   | K-1 500m (v)  | DSQ       | serie 3: 2de in 1.53,840 halve finale 2: gediskwalificeerd                                                                |
| Aneta Pastuszka Beata Sokołowska-Kulesza                                          | K-2 500m (v)  | Brons     | serie 2: 3de in 1.41,164 finale: 3de in 1.40,077                                                                          |
| Aneta Białkowska-Michalak Małgorzata Czajczyńska Karolina Sadalska Joanna Skowroń | K-4 500m (v)  | 4e        | serie 2: 1ste in 1.31,949 finale: 4de in 1.36,376                                                                         |

### Moderne vijfkamp
| Olympiër            | Onderdeel | Resultaat | Prestatie |
| ------------------- | --------- | --------- | --- |
| Marcin Horbacz      | mannen    | 32e       | schietsport: 7de met 181 punten schermen: 6de met 18 overwinningen zwemmen: 8ste in 2.04,43 paardensport: niet gefinisht atletiek: 22ste in 10.07,46 totaal: 4388 punten              |
| Andrzej Stefanek    | mannen    | 30e       | schietsport: 22ste met 172 punten schermen: 11de met 16 overwinningen zwemmen: 14de in 2.07,37 paardensport: 31ste met 616 strafpunten atletiek: 18de in 10.03,35 totaal: 4676 punten |
|                     |           |           | |
| Paulina Boenisz     | vrouwen   | 10e       | schietsport: 5de met 180 punten schermen: 22ste met 13 overwinningen zwemmen: 25ste in 2.28,13 paardensport: 17de met 100 strafpunten atletiek: 3de in 10.56,05 totaal: 5184 punten   |
| Sylwia Czwojdzińska | vrouwen   | 6e        | schietsport: 6de met 179 punten schermen: 7de met 17 overwinningen zwemmen: 14de in 2.21,44 paardensport: 16de met 84 strafpunten atletiek: 18de in 11.22,00 totaal: 5276 punten      |

### Paardensport
| Olympiër                                 | Onderdeel   | Resultaat | Prestatie |
| Eventing                                 | Eventing    | Eventing  | Eventing |
| ---------------------------------------- | ----------- | --------- | --- |
| Andrzej Pasek                            | individueel | 52e       | dressuur: 43ste met 60,4 strafpunten cross-country: 54ste met 26,4 strafpunten springconcours: 51ste met 28 strafpunten totaal: 114,80 strafpunten                                                        |
| Kamil Rajnert                            | individueel | 39e       | dressuur: 30ste met 50,8 strafpunten cross-country: 52ste met 24,4 strafpunten springconcours: 39ste met 12 strafpunten totaal: 97,20 strafpunten                                                         |
| Paweł Spisak                             | individueel | 66e       | dressuur: 63ste met 67,0 strafpunten cross-country: 67ste met 99,4 strafpunten springconcours: 16de met 8 strafpunten totaal: 174,40 strafpunten                                                          |
| Kamil Rajnert Andrzej Pasek Paweł Spisak | team        | 14e       | dressuur: 11de met 178,2 strafpunten cross-country: 13de met 150,2 strafpunten springconcours: 12de met 48 strafpunten totaal: 376,40 strafpunten                                                         |
| Springconcours                           |             |           | |
| Grzegorz Kubiak                          | individueel | 44e       | kwalificatie: 49ste 1ste ronde: 45ste met 8 strafpunten 2de ronde: 43ste met 12 strafpunten 3de ronde: 49ste met 17 strafpunten totaal: 37 strafpunten finale: 44ste 1ste ronde: 44ste met 24 strafpunten |

### Roeien
| Olympiër | Onderdeel              | Resultaat | Prestatie |
| --- | ---------------------- | --------- | --- |
| Tomasz Kucharski Robert Sycz | lichte dubbel-twee (m) | Goud      | serie 3: 2de in 6.21,45 herkansingen: 1ste in 6.20,90 halve finale 1: 1ste in 6.14,91 finale: 1ste in 6.20,93 |
| Michał Jeliński Adam Wojciechowski | dubbel-twee (m)        | 13e       | serie 2: 4de in 7.00,38 herkansingen: 4de in 6.17,51                                                          |
| Adam Bronikowski Marek Kolbowicz Adam Korol Sławomir Kruszkowski                                                                                   | dubbel-vier (m)        | 4e        | serie 2: 1ste in 5.41,98 halve finale 1: 1ste in 5.42,63 finale: 4de in 5.58,94                               |
| Artur Rozalski Rafał Smoliński Mariusz Daniszewski Jarosław Godek                                                                                  | vier-zonder (m)        | 6e        | serie 1: 2de in 6.30,72 halve finale 2: 3de in 5.32,32 finale: 6de in 6.22,43                                 |
| Rafał Hejmej Wojciech Gutorski Sebastian Kosiorek Piotr Buchalski Mikołaj Burda Dariusz Nowak Michał Stawowski Daniel Trojanowski Bogdan Zalewskik | acht (m)               | 8e        | serie 1: 5de in 5.30,08 herkansingen: 4de in 5.36,72 finale B: 2de in 5.51,66                                 |
| |                        |           | |
| Ilona Mokronowska Magdalena Kemnitz | lichte dubbel-twee (v) | 6e        | serie 1: 2de in 6.51,46 herkansingen: 1ste in 6.53,74 halve finale 2: 2de in 6.54,49 finale: 6de in 7.04,48   |

### Schermen
| Olympiër         | Onderdeel  | Resultaat | Prestatie |
| ---------------- | ---------- | --------- | --- |
| Rafał Sznajder   | sabel (m)  | 14e       | 1ste ronde: vrij 2de ronde: W van FRA Touya: 15-14 3de ronde: V van ROU Covaliu: 9-15                                                                                        |
|                  |            |           | |
| Sylwia Gruchała  | floret (v) | Brons     | 1ste ronde: vrij 2de ronde: W van GER Bauer: 15-9 kwartfinale: W van ROU Badea-Cârlescu: 15-7 halve finale: V van ITA Vezzali: 13-15 bronzen finale: W van HUN Mohamed: 15-9 |
| Aleksandra Socha | sabel (v)  | 11e       | 1ste ronde: vrij 2de ronde: V van ROU Gheorghițoaia: 14-15 |

### Schietsport
| Olympiër              | Onderdeel                  | Resultaat | Prestatie                                              |
| --------------------- | -------------------------- | --------- | ------------------------------------------------------ |
| Wojciech Knapik       | 50m pistool (m)            | 39e       | kwalificatie: 39ste met 536 punten (92-86-89-91-88-90) |
| Wojciech Knapik       | 10m luchtpistool (m)       | 11e       | kwalificatie: 11e met 580 punten (96-94-98-98-98-96)   |
| Andrzej Głyda         | skeet (m)                  | 21e       | kwalificatie: 21ste met 119 punten (23-25-23-24-24)    |
|                       |                            |           |                                                        |
| Renata Mauer-Różańska | 10m luchtgeweer (v)        | 9e        | kwalificatie: 9de met 396 punten (99-99-100-98)        |
| Agnieszka Staroń      | 10m luchtgeweer (v)        | 14e       | kwalificatie: 14de met 394 punten (98-99-98-99)        |
| Sylwia Bogacka        | 50m geweer 3 houdingen (v) | 17e       | kwalificatie: 17de met 573 punten (193-190-190)        |
| Renata Mauer-Różańska | 50m geweer 3 houdingen (v) | 17e       | kwalificatie: 17de met 573 punten (196-187-190)        |

### Taekwondo
| Olympiër            | Onderdeel | Resultaat | Prestatie                        |
| ------------------- | --------- | --------- | -------------------------------- |
| Aleksandra Uścińska | -57kg (v) | 11e       | voorronde: V van ESP Reyes: 2-11 |

### Tafeltennis
| Olympiër                            | Onderdeel      | Resultaat | Prestatie |
| ----------------------------------- | -------------- | --------- | --- |
| Lucjan Błaszczyk                    | enkelspel (m)  | 17e       | 1ste ronde: vrij 2de ronde: W van ESP Zhiwen: 4-3 (11-5, 10-12, 11-2, 8-11, 7-11, 11-6, 11-9) 3de ronde: V van BLR Samsonov: 2-4 (5-11, 11-5, 10-12, 11-8, 4-11, 9-11)             |
| Tomasz Krzeszewski                  | enkelspel (m)  | 33e       | 1ste ronde: W van BRA Hoyama: 4-0 (12-10, 11-4, 11-4, 11-8) 2de ronde: V van GER Roßkopf: 1-4 (11-6, 8-11, 7-11, 15-17, 11-13)                                                     |
| Lucjan Błaszczyk Tomasz Krzeszewski | dubbelspel (m) | 5e        | 1ste ronde: vrij 2de ronde: vrij 3de ronde: W van TPE Chiang/Chuang: 4-2 (7-11, 12-10, 8-11, 11-7, 11-7, 11-5) kwartfinale: V van CHN Chen/Ma: 1-4 (11-8, 6-11, 6-11, 10-12, 7-11) |

### Tennis
| Olympiër                             | Onderdeel      | Resultaat | Prestatie                                       |
| ------------------------------------ | -------------- | --------- | ----------------------------------------------- |
| Mariusz Fyrstenberg Marcin Matkowski | dubbelspel (m) | 17e       | 1ste ronde: V van SUI Allegro/Federer: 3-6, 2-6 |

### Volleybal
| Olympiër | Onderdeel | Resultaat | Prestatie |
| --- | --------- | --------- | --- |
| Michał Bąkiewicz Piotr Gabrych Arkadiusz Gołaś Piotr Gruszka Krzysztof Ignaczak Łukasz Kadziewicz Dawid Murek Radosław Rybak Andrzej Stelmach Robert Szczerbaniuk Sebastian Świderski Paweł Zagumny | zaal (m)  | 5e        | groep A: 4de W van Servië en Montenegro: 3-0 (25-21, 25-17, 25-16) V van Griekenland: 1-3 (25-21, 18-25, 21-25, 20-25) V van Frankrijk: 0-3 (15-25, 18-25, 17-25) W van Tunesië: 3-1 (25-18, 23-25, 25-19, 25-23) W van Argentinië: 3-2 (25-19, 25-22, 23-25, 22-25, 20-18) kwartfinale: V van Brazilië: 0-3 (22-25, 25-27, 18-25) |

| Groep A |                      |             |             |             |      |      |       |           |           |           |        |
| #       | Land                 | Wedstrijden | Wedstrijden | Wedstrijden | Sets | Sets | Sets  | Setpunten | Setpunten | Setpunten | Punten |
| #       | Land                 | G           | W           | V           | V    | T    | Saldo | V         | T         | Saldo     | Punten |
| 1       | Servië en Montenegro | 5           | 4           | 1           | 12   | 6    | +6    | 427       | 398       | +29       | 9      |
| 2       | Griekenland          | 5           | 3           | 2           | 12   | 9    | +3    | 475       | 454       | +21       | 8      |
| 3       | Argentinië           | 5           | 3           | 2           | 12   | 9    | +3    | 471       | 457       | +14       | 8      |
| 4       | Polen                | 5           | 3           | 2           | 10   | 9    | +1    | 422       | 419       | +3        | 8      |
| 5       | Frankrijk            | 5           | 2           | 3           | 8    | 10   | -2    | 405       | 394       | +11       | 7      |
| 6       | Tunesië              | 5           | 0           | 5           | 4    | 15   | -11   | 373       | 451       | -78       | 5      |

| Ronde       | Datum  | Plaats               | Land | Score      | Land |
| ----------- | ------ | -------------------- | ---- | ---------- | ---- |
| Groepsfase  |        |                      |      |            |      |
| 15 augustus | Athene | Servië en Montenegro | 0-3  | Polen      |      |
| 17 augustus | Athene | Griekenland          | 3-1  | Polen      |      |
| 19 augustus | Athene | Polen                | 0-3  | Frankrijk  |      |
| 21 augustus | Athene | Tunesië              | 1-3  | Polen      |      |
| 23 augustus | Athene | Polen                | 3-2  | Argentinië |      |
| Kwartfinale |        |                      |      |            |      |
| 25 augustus | Athene | Polen                | 0-3  | Brazilië   |      |

### Wielersport
| Olympiër                                         | Onderdeel        | Resultaat | Prestatie |
| Baan                                             | Baan             | Baan      | Baan |
| ------------------------------------------------ | ---------------- | --------- | --- |
| Łukasz Kwiatkowski                               | keirin (m)       | 7e        | 1ste ronde: 4de herkansingen: 2de 2de ronde: 5de finale: 7de                                                                                           |
| Łukasz Kwiatkowski                               | sprint (m)       | 13e       | kwalificatie: 10de in 10,462 1ste ronde: V van AUS Eadie herkansingen: 2de                                                                             |
| Damian Zieliński                                 | sprint (m)       | 7e        | kwalificatie: 7de in 10,441 1ste ronde: W van NED Mulder: 10,833 2de ronde: W van GBR Edgar: 10,848 kwartfinale: V van GER Wolff: 0-2 5-8ste plek: 3de |
| Grzegorz Krejner                                 | tijdrit (m)      | 14e       | 1.03,923 |
| Rafał Furman Łukasz Kwiatkowski Damian Zieliński | teamsprint (m)   | 9e        | kwalificatie: 9de in 45,093 |
| Mountainbike                                     |                  |           | |
| Marek Galiński                                   | mannen           | 14e       | 2:22.14 |
| Marcin Karczyński                                | mannen           | 24e       | 2:26.41 |
|                                                  |                  |           | |
| Magdalena Sadłecka                               | vrouwen          | DNF       | niet gefinisht |
| Anna Szafraniec                                  | vrouwen          | 11e       | 2:07.44 |
| Maja Włoszczowska                                | vrouwen          | 6e        | 2:02.08 |
| Weg                                              |                  |           | |
| Sławomir Kohut                                   | tijdrit (m)      | 35e       | 1:06.19,29 |
| Dawid Krupa                                      | tijdrit (m)      | 31e       | 1:03.07,05 |
| Tomasz Brożyna                                   | wegwedstrijd (m) | 55e       | 5:50.35 |
| Sławomir Kohut                                   | wegwedstrijd (m) | DNF       | niet gefinisht |
| Dawid Krupa                                      | wegwedstrijd (m) | 75e       | 6:00.25 |
| Radosław Romanik                                 | wegwedstrijd (m) | DNF       | niet gefinisht |
| Sylwester Szmyd                                  | wegwedstrijd (m) | DNF       | niet gefinisht |
|                                                  |                  |           | |
| Bogumiła Matusiak                                | wegwedstrijd (v) | 42e       | 3:31.55 |
| Małgorzata Wysocka                               | wegwedstrijd (v) | 27e       | 3:25.42 |

### Worstelen
| Olympiër             | Onderdeel   | Resultaat   | Prestatie |
| Vrije stijl          | Vrije stijl | Vrije stijl | Vrije stijl |
| -------------------- | ----------- | ----------- | --- |
| Krystian Brzozowski  | -74kg (m)   | 4e          | groep 7: 1ste W van BUL Paslar: 3-1 W van MKD Osmanov: 3-0 kwartfinale: vrij halve finale: V van RUS Saitiev: 0-8 bronzen finale: V van CUB Funfora: 1-3 |
| Bartłomiej Bartnicki | -96kg (m)   | 11e         | groep 7: 2de V van USA Cormier: 1-3 W van AUT Valach: 3-1                                                                                                |
| Marek Garmulewicz    | -120kg (m)  | 11e         | groep 1: 2de V van UZB Taymazov: 0-4 W van IND Singh Cheema: 3-1                                                                                         |
| Grieks-Romeins       |             |             | |
| Dariusz Jabłoński    | -55kg (m)   | 15e         | groep 6: 2de V van RUS Mamedaltyev: 0-3 W van IND Khatri: 3-0                                                                                            |
| Włodzimierz Zawadzki | -60kg (m)   | 16e         | groep 1: 3de V van AZE Rahimov: 1-3 V van KOR Ji-Hyun: 1-3                                                                                               |
| Ryszard Wolny        | -66kg (m)   | 19e         | groep 3: 3de V van CUB Marén: 0-3 V van AZE Mansurov: 1-3                                                                                                |
| Radosław Truszkowski | -74kg (m)   | 18e         | groep 1: 3de V van KOR Choi: 1-3 V van CUB Rivas: 0-3 |
| Marek Sitnik         | -96kg (m)   | 11e         | groep 7: 3de W van KAZ Mambetov: 3-0 V van EGY Gaber: 0-3 V van GRE Koutsioumpas: 1-3                                                                    |
| Marek Mikulski       | -120kg (m)  | 20e         | groep 6: 4de V van LTU Mizgaitis: 0-3 V van USA Gardner: 0-3 V van BUL Mureiko: 0-3                                                                      |

### Zeilen
| Olympiër                               | Onderdeel   | Resultaat | Prestatie                                                     |
| -------------------------------------- | ----------- | --------- | ------------------------------------------------------------- |
| Przemysław Miarczyński                 | mistral (m) | 5e        | 73 punten: (6-1-1-15-10-5-9-16-2-7-20)                        |
| Mateusz Kusznierewicz                  | finn (m)    | Brons     | 53 punten: (3-1-6-4-11-OCS-17-1-7-2-1)                        |
| Tomasz Jakubiak Tomasz Stańczyk        | 470 (m)     | 21e       | 157 punten: (24-11-25-7-14-22-18-21)                          |
|                                        |             |           |                                                               |
| Zofia Klepacka                         | mistral (v) | 12e       | 113 punten: (8-2-16-7-6-15-20-19-20-4-16)                     |
| Monika Bronicka                        | europe (v)  | 21e       | 162 punten: (16-18-16-12-22-14-21-12-18-15-20)                |
|                                        |             |           |                                                               |
| Maciej Grabowski                       | laser       | 11e       | 125 punten: (8-23-30-20-3-3-8-16-10-20-14)                    |
| Marcin Czajkowski Krzysztof Kierkowski | 49er        | 18e       | 190 punten: (DSQ-18-16-OCS-13-15-11-10-18-9-13-18-3-13-16-17) |

### Zwemmen
| Olympiër            | Onderdeel            | Resultaat | Prestatie                                                                           |
| ------------------- | -------------------- | --------- | ----------------------------------------------------------------------------------- |
| Bartosz Kizierowski | 50m vrije slag (m)   | 9e        | serie 9: 1ste in 22,26 halve finale 2: 6de in 22,22                                 |
| Łukasz Drzewiński   | 200m vrije slag (m)  | 30e       | serie 5: 6de in 1.51,90                                                             |
| Łukasz Drzewiński   | 400m vrije slag (m)  | 14e       | serie 5: 4de in 3.50,97                                                             |
| Przemysław Stańczyk | 400m vrije slag (m)  | 9e        | serie 6: 4de in 3.49,22                                                             |
| Paweł Korzeniowski  | 1500m vrije slag (m) | 9e        | serie 5: 5de in 15.11,62                                                            |
| Adam Mania          | 100m rugslag (m)     | 23e       | serie 4: 7de in 56,20                                                               |
| Adam Mania          | 200m rugslag (m)     | 27e       | serie 2: 6de in 2.03,73                                                             |
| Paweł Korzeniowski  | 200m vlinderslag (m) | 4e        | serie 5: 2de in 1.57,45 halve finale 2: 1ste in 1.56,40 finale: 4de in 1.56,00 (NR) |
|                     |                      |           |                                                                                     |
| Paulina Barzycka    | 100m vrije slag (v)  | 19e       | serie 7: 6de in 56,20                                                               |
| Paulina Barzycka    | 200m vrije slag (v)  | 4e        | serie 5: 1ste in 1.59,52 halve finale 2: 3de in 1.59,10 finale: 4de in 1.58,62      |
| Otylia Jędrzejczak  | 400m vrije slag (v)  | Zilver    | serie 4: 1ste in 4.07,11 finale: 2de in 4.05,84                                     |
| Otylia Jędrzejczak  | 100m vlinderslag (v) | Zilver    | serie 4: 1ste in 57,84 (NR) halve finale 1: 1ste in 58,10 finale: 2de in 57,84      |
| Otylia Jędrzejczak  | 200m vlinderslag (v) | Goud      | serie 4: 1ste in 2.09,64 halve finale 2: 1ste in 2.08,84 finale: 1ste in 2.06,05    |

Afghanistan · Albanië · Algerije · Amerikaanse Maagdeneilanden · Amerikaans-Samoa · Andorra · Angola · Antigua en Barbuda · Argentinië · Armenië · Aruba · Australië · Azerbeidzjan · Bahama's · Bahrein · Bangladesh · Barbados · België · Belize · Benin · Bermuda · Bhutan · Bolivia · Bosnië en Herzegovina · Botswana · Brazilië · Britse Maagdeneilanden · Brunei · Bulgarije · Burkina Faso · Burundi · Cambodja · Canada · Centraal-Afrikaanse Republiek · Chili · China · Chinees Taipei · Colombia · Comoren · Congo-Brazzaville · Congo-Kinshasa · Cookeilanden · Costa Rica · Cuba · Cyprus · Denemarken · Djibouti · Dominica · Dominicaanse Republiek · Duitsland · Ecuador · Egypte · El Salvador · Equatoriaal-Guinea · Eritrea · Estland · Ethiopië · Fiji · Filipijnen · Finland · Frankrijk · Gabon · Gambia · Georgië · Ghana · Grenada · Griekenland · Groot-Brittannië · Guam · Guatemala · Guinee · Guinee‑Bissau · Guyana · Haïti · Honduras · Hongarije · Hongkong · Ierland · IJsland · India · Indonesië · Irak · Iran · Israël · Italië · Ivoorkust · Jamaica · Japan · Jemen · Jordanië · Kaaimaneilanden · Kaapverdië · Kameroen · Kazachstan · Kenia · Kirgizië · Kiribati · Koeweit · Kroatië · Laos · Lesotho · Letland · Libanon · Liberia · Libië · Liechtenstein · Litouwen · Luxemburg · Macedonië · Madagaskar · Malawi · Malediven · Maleisië · Mali · Malta · Marokko · Mauritanië · Mauritius · Mexico · Micronesië · Moldavië · Monaco · Mongolië · Mozambique · Myanmar · Namibië · Nauru · Nederland · Nederlandse Antillen · Nepal · Nicaragua · Nieuw-Zeeland · Niger · Nigeria · Noord-Korea · Noorwegen · Oeganda · Oekraïne · Oezbekistan · Oman · Oostenrijk · Oost‑Timor · Pakistan · Palau · Palestina · Panama · Papoea-Nieuw-Guinea · Paraguay · Peru · Polen · Portugal · Puerto Rico · Qatar · Roemenië · Rusland · Rwanda · Saint Kitts en Nevis · Saint Lucia · Saint Vincent en Grenadines · Salomonseilanden · Samoa · San Marino · Sao Tomé en Principe · Saoedi-Arabië · Senegal · Servië en Montenegro · Seychellen · Sierra Leone · Singapore · Slovenië · Slowakije · Soedan · Somalië · Spanje · Sri Lanka · Suriname · Swaziland · Syrië · Tadzjikistan · Tanzania · Thailand · Togo · Tonga · Trinidad en Tobago · Tsjaad · Tsjechië · Tunesië · Turkije · Turkmenistan · Uruguay · Vanuatu · Venezuela · Verenigde Arabische Emiraten · Verenigde Staten · Vietnam · Wit-Rusland · Zambia · Zimbabwe · Zuid-Afrika · Zuid-Korea · Zweden · Zwitserland